# It Comes at Night
It Comes at Night là một bộ phim kinh dị năm 2017 của Mỹ, do Trey Edward Shults biên kịch kiêm đạo diễn. Tác phẩm có sự tham gia diễn xuất của Joel Edgerton, Christopher Abbott, Carmen Ejogo, Kelvin Harrison Jr. và Riley Keough, với nội dung xoay quanh một gia đình ẩn náu trong rừng khi Trái đất trở nên hoang tàn do một dịch bệnh rất dễ lây lan gây ra.
Bộ phim có buổi ra mắt đầu tiên tại Liên hoan phim Overlook ở Timberline Lodge thuộc Oregon vào ngày 29 tháng 4 năm 2017, và được công chiếu tại rạp vào ngày 9 tháng 6 năm 2017 tại Hoa Kỳ bởi A24. Dù được các nhà phê bình đón nhận tích cực, nhưng tác phẩm lại vấp phải sự thờ ơ từ phía công chúng và đã thu về hơn 20 triệu USD trên toàn thế giới.

## Nội dung
Lấy bối cảnh vào một tương lai không xa, khi trái đất bị một căn bệnh rất dễ lây lan tàn phá. Paul, cô vợ Sarah, cùng cậu con trai tuổi teen Travis đang sống ẩn dật trong ngôi nhà sâu trong rừng, tại một địa điểm không được tiết lộ. Sau khi cha của Sarah là Bud nhiễm bệnh, họ buộc phải giết Bud và thiêu xác ông trong một ngôi mộ nông. Đêm hôm sau, họ bắt được một kẻ định đột nhập căn nhà. Paul trói kẻ lạ mặt vào một cái cây rồi trùm một chiếc túi lên đầu anh qua đêm, nhằm xác nhận xem anh ta không bị bệnh hay không. Người lạ mặt tên Will giải thích rằng anh ta không biết ngôi nhà có người ở, và đang tìm kiếm nước ngọt cho vợ và cậu con trai. Will đề xuất dùng một khoảng thức ăn của họ để đổi lấy nước, trong khi Sarah thì đề nghị đưa những người lạ kia đến nhà của họ, với lý do càng nhiều người sẽ càng dễ tự vệ. Paul miễn cưỡng đồng ý rồi lái xe đưa Will đi đón gia đình. Trên đường đi, họ bị phục kích bởi hai người đàn ông; Paul giết họ, đồng thời cáo buộc Will gài bẫy anh. Will giải thích rằng anh cũng đã lao vào đánh nhau với một trong hai tên này, qua đó trấn an sự ngờ vực của Paul.
Paul trở về cùng Will, vợ và con trai Will là Kim và Andrew. Sau khi đưa ra các quy tắc mà Paul và Sarah áp dụng để giữ an toàn, bao gồm a) giữ lối vào duy nhất là cánh cửa khóa bằng chìa khóa mà Paul hoặc Sarah đeo quanh cổ, và b) hạn chế ra ngoài vào ban đêm (ở mức thấp nhất), hai gia đình xây dựng mối quan hệ bình thường với nhau, cũng như ngày càng gần gũi hơn. Một ngày nọ, con chó Stanley của Travis hung hăng sủa và đuổi theo một người (không thể nhìn thấy được) trong rừng. Travis chạy theo con chó vào rừng trước khi tiếng sủa của Stanley đột ngột chấm dứt. Travis khẳng định với Paul và Will rằng cậu đã nghe thấy cái gì đó trong khu rừng. Họ quay trở về nhà sau khi Paul đảm bảo với Travis rằng Stanley biết rõ khu rừng và sẽ tìm đường về nhà. Đêm đó, Will dường như tỏ ra mâu thuẫn với một câu chuyện mà anh đã kể cho Paul trước đó về những hoạt động của anh và Kim trước khi tìm thấy ngôi nhà bỏ hoang. Phản ứng của Paul cho thấy sự ngờ vực ngày càng tăng đối với Will.
Tối hôm đó, Travis bắt gặp Andrew đang ngủ trên sàn căn phòng cũ của Bud với một cơn ác mộng. Travis dẫn cậu bé trở lại phòng của cha mẹ cậu trước khi nghe thấy một âm thanh từ tầng dưới. Travis thấy cửa trước của ngôi nhà hơi mở và bắt đầu nghe thấy tiếng ồn. Cậu ngay lập tức đánh thức Paul và Will dậy; họ điều tra và tìm thấy Stanley đang chảy máu và ốm nặng trên sàn nhà. Sau đó, họ giết chết rồi thiêu xác Stanley. Sau khi Travis tiết lộ rằng cánh cửa đã mở trước khi cậu bước xuống cầu thang, thì Sarah cho rằng Andrew mộng du đã mở nó. Kim đưa ra những khả năng có thể xảy ra khi căng thẳng bắt đầu gia tăng. Paul nghi ngờ Andrew đã bị nhiễm bệnh, rồi quyết định nên tự cách ly hai gia đình trong phòng riêng vài ngày để có thể bình tĩnh và đảm bảo không có ai bị bệnh. Đêm đó, Travis bị đánh thức bởi một cơn ác mộng về người ông của mình.
Sáng hôm sau, Travis tình cờ nghe thấy Andrew đang khóc không ngừng. Khi ấy, Kim quẫn trí bộc bạch với Will rằng họ cần phải rời đi. Travis thông báo với bố mẹ rằng Andrew có thể bị nhiễm bệnh, và như vậy, Travis cũng có thể nhiễm bệnh từ Andrew. Paul và Sarah đeo mặt nạ và găng tay bảo vệ, đồng thời cầm vũ khí để giáp mặt với Kim và Will. Sau khi Paul yêu cầu Will mở cửa phòng để xem Andrew có bị ốm không, thì Will rút súng và bắt Paul. Will khẳng định gia đình anh vẫn khỏe mạnh, nhiều lần bảo Andrew nhắm mắt lại rồi ra lệnh cho Paul tháo mặt nạ ra. Will yêu cầu Paul chia cho gia đình anh "...một phần công bằng..." thức ăn và nước uống để họ có thể rời đi. Paul và Sarah áp đảo Will, rồi buộc anh và gia đình anh phải đi ra bên ngoài. Will tấn công Paul, và cố gắng đánh anh ta đến chết, trong khi Sarah thì bắn Will từ phía sau. Kim chạy trốn vào trong khu rừng với Andrew, nhưng Paul đã bắn họ, giết chết Andrew. Kim điên cuồng cầu xin Paul kết liễu cô để kết thúc sự đau khổ của cô ấy, và anh đã làm điều đó. Rốt cuộc, Will cũng chết vì vết thương quá nặng.
Sau đó, Travis tỉnh dậy trên chiếc giường, với những biểu hiện nhiễm bệnh đang lan dần trên người cậu. Mẹ Travis an ủi cậu khi cậu qua đời. Paul và Sarah, hiện đã bị nhiễm bệnh, ngồi vào bàn ăn trong im lặng. Khi ấy, họ trao cho nhau cái nhìn tan thương và đổ vỡ về thế giới.

## Diễn viên
- Joel Edgerton vai Paul, chồng của Sarah và bố của Travis
- Christopher Abbott vai Will, chồn của Kim và cha của Andrew
- Carmen Ejogo vai Sarah, vợ của Paul và mẹ của Travis
- Riley Keough vai Kim, vợ của Will và mẹ của Andrew
- Kelvin Harrison Jr. vai Travis, con trai của Paul và Sarah
- Griffin Robert Faulkner vai Andrew, con trai của Will và Kim
- David Pendleton vai Bud, bố của Sarah và ông ngoại của Travis
- Mickey vai Stanley, con chó của Bud
- Chase Joliet và Mick O'Rourke vai những kẻ đã tấn công Paul và Will

## Sản xuất
Shults bắt đầu chắp bút phần kịch bản sau cái chết của cha mình như một cách để đối phó với nỗi đau. Anh trích dẫn bức tranh sơn dầu năm 1562 của Pieter Bruegel the Elder, The Triumph of Death, là nguồn cảm hứng, và bức tranh này xuất hiện nổi bật trong bộ phim cũng như đoạn trailer đầu tiên của tác phẩm. Mặc dù bộ phim lấy đề tài hậu tận thế, nhưng Shults cho rằng anh không lấy cảm hứng từ bất kỳ tác phẩm cùng thể loại nào khác; thay vào đó, vị đạo diễn sử dụng các tác phẩm của Paul Thomas Anderson và John Cassavetes, cùng các bộ phim Night of the Living Dead và The Shining làm nguồn cảm hứng. Về nguồn cảm hứng The Shining, tác phẩm chịu một số ảnh hưởng từ khách sạn Overlook của The Shining ở chỗ, bố cục của ngôi nhà có chủ ý mơ hồ và không bao giờ được bố trí một cách đúng đắn. Shults đã mô tả nó "như một loại mê cung" và một phép ẩn dụ cho "tấm lưới trong đầu Travis".
Vào tháng 6 năm 2016, Joel Edgerton tham gia vào dàn diễn viên của phim. Vào tháng 8 năm 2016, có thông báo rằng Christopher Abbott, Riley Keough và Carmen Ejogo cũng đã gia nhập dự án.

### Ghi hình
Quá trình quay phim chính bắt đầu vào tháng 8 năm 2016 tại New York.

## Phát hành
Bộ phim đã có buổi ra mắt thế giới tại Liên hoan phim Overlook tại Timberline Lodge, Oregon vào ngày 29 tháng 4 năm 2017. Phim dự kiến công chiếu vào ngày 25 tháng 8 năm 2017 nhưng bị dời lại vào ngày 9 tháng 6 năm 2017.

### Doanh thu
It Comes at Night mang về 14 triệu USD ở Hoa Kỳ và Canada và 5,7 triệu USD ở các vùng lãnh thổ khác, với tổng doanh thu trên toàn thế giới là 19,7 triệu USD.
It Comes at Night được phát hành cùng thời điểm với Xác ướp và Megan Leavey, dự kiến sẽ thu về khoảng 7 triệu USD từ 2.533 rạp trong tuần đầu công chiếu, với cơ hội kiếm được tới 12 triệu USD. Tác phẩm đã thu về 700.000 USD từ bản xem trước đêm thứ Năm và 2,4 triệu USD trong ngày đầu tiên. Bộ phim đã thu về 6 triệu USD, đứng thứ 6 tại phòng vé. Deadline Hollywood lưu ý rằng tốc độ truyền miệng kém của độc giả đối với bộ phim đã dẫn đến sự sụt giảm doanh thu tiềm năng vào thứ Bảy và Chủ nhật.

### Đánh giá chuyên môn
Trên Rotten Tomatoes, bộ phim đạt tỉ lệ đồng thuận 87% dựa trên 251 bài đánh giá, với điểm số trung bình là 7,4/10. Các nhà phê bình nhất trí rằng, "It Comes at Night tận dụng hiệu quả những bề ngoài thiết yếu của tác phẩm, đồng thời một lần nữa chứng minh rằng những gì không cho thấy vẫn có thể kinh hoàng như bất cứ thứ gì trên màn ảnh." Trên Metacritic, phim đạt điểm trung bình có trọng số là 78/100, dựa trên 43 nhà phê bình, cho thấy "các bài đánh giá thường thuận lợi". Khán giả do CinemaScore thăm dò đã cho điểm trung bình của phim là "D" trên thang điểm từ A+ đến F.
Brian Tallerico của RogerEbert.com đã đánh giá cao bộ phim. Anh nói "Đó là một bộ phim mà nhân vật phản diện chính là sự mất mát, đau buồn, đau khổ, sợ hãi và ngờ vực - những cảm xúc rất con người - và không có những thây ma ăn não truyền thống." Anh nói thêm rằng "đó là một trong những bộ phim đáng sợ nhất trong nhiều năm liền". Cây bút Peter Bradshaw từ The Guardian nhận định "Mọi thứ về bầu không khí trong It Comes at Night đều căng thẳng, và sự căng thẳng đến từ bên trong lẫn bên ngoài - sự phản bội của con người và căn bệnh trong không khí. Ở mức hiệu quả nhất, nó đạt được sự kết hợp mà tôi liên tưởng đến bộ phim truyền hình hậu tận thế của Anh từ những năm 70 và 80, như Survivors hoặc Threads: đáng sợ-cộng-trầm cảm". Anh nhấn mạnh "It Comes at Night là một bộ phim chính kịch không cảm thấy cần phải có một cái kết mơ hồ hoặc đưa ra những câu chuyện ngắn gọn hay những lời giải thích nhẹ nhàng."

### Thành tựu
Kelvin Harrison Jr đã được đề cử cho hạng mục Nam diễn viên đột phá tại Giải thưởng Phim Độc lập Gotham 2017.